# I liga argentyńska w piłce nożnej (1891)
W roku 1891 rozegrano pierwsze w historii mistrzostwa Argentyny; ich triumfatorem został klub Saint Andrew’s Buenos Aires, a wicemistrzem klub Old Caledonians Buenos Aires.
Do pierwszej edycji mistrzostw Argentyny zgłoszono sześć klubów, ale ostatecznie po wycofaniu się klubu Hurlingham Buenos Aires w turnieju wzięło udział pięć.
Po tych mistrzostwach federacja piłkarska, Association Argentine Football League, zakończyła działalność, a kolejna federacja o podobnej nazwie powstała w roku 1893. Dlatego w roku 1892 mistrzostwa Argentyny nie zostały zorganizowane.

## Primera División

### Kolejka 1
| Data             | Mecz                                                                                                |
| ---------------- | --------------------------------------------------------------------------------------------------- |
| 12 kwietnia 1891 | Buenos Aires – Saint Andrew’s Buenos Aires 2:5 mecz rozegrany został na stadionie Old Ground Flores |
| 12 kwietnia 1891 | Old Caledonians Buenos Aires – Belgrano FC Buenos Aires 6:0                                         |

### Kolejka 2
| Data             | Mecz |
| ---------------- | --- |
| 19 kwietnia 1891 | Belgrano FC Buenos Aires – Buenos Aires zwycięstwo Belgrano FC Buenos Aires mecz rozegrany został na stadionie Highfield |

### Kolejka 3
| Data             | Mecz |
| ---------------- | --- |
| 26 kwietnia 1891 | Belgrano FC Buenos Aires – Saint Andrew’s Buenos Aires 1:2 mecz rozegrany został na stadionie Highfield |

### Kolejka 4
| Data        | Mecz |
| ----------- | --- |
| 3 maja 1891 | Saint Andrew’s Buenos Aires – Buenos Aires and Rosario Railway 3:2 mecz rozegrany został na stadionie w Barracas, Montes de Oca 1336 |

### Kolejka 5
| Data         | Mecz                                                           |
| ------------ | -------------------------------------------------------------- |
| 17 maja 1891 | Old Caledonians Buenos Aires – Saint Andrew’s Buenos Aires 0:4 |

### Kolejka 6
| Data         | Mecz                                                |
| ------------ | --------------------------------------------------- |
| 28 maja 1891 | Buenos Aires – Buenos Aires and Rosario Railway 2:0 |

### Kolejka 7
| Data         | Mecz                                                                                            |
| ------------ | ----------------------------------------------------------------------------------------------- |
| 31 maja 1891 | Buenos Aires – Old Caledonians Buenos Aires 2:6 mecz rozegrany został na stadionie klubu Flores |

### Kolejka 8
| Data           | Mecz                                                                |
| -------------- | ------------------------------------------------------------------- |
| 7 czerwca 1891 | Old Caledonians Buenos Aires – Buenos Aires and Rosario Railway 4:1 |

### Kolejka 9
| Data            | Mecz |
| --------------- | --- |
| 21 czerwca 1891 | Buenos Aires and Rosario Railway – Saint Andrew’s Buenos Aires 4:0 mecz rozegrany został na stadionie Campana |

### Kolejka 10
| Data          | Mecz                                                                                          |
| ------------- | --------------------------------------------------------------------------------------------- |
| 12 lipca 1891 | Saint Andrew’s Buenos Aires – Belgrano FC Buenos Aires zwycięstwo Saint Andrew’s Buenos Aires |

### Kolejka 11
| Data          | Mecz |
| ------------- | --- |
| 19 lipca 1891 | Belgrano FC Buenos Aires – Buenos Aires and Rosario Railway 2:3 mecz rozegrany został na stadionie Highfield |
| 19 lipca 1891 | Old Caledonians Buenos Aires – Buenos Aires zwycięstwo Old Caledonians Buenos Aires                          |

### Kolejka 12
| Data          | Mecz |
| ------------- | --- |
| 26 lipca 1891 | Buenos Aires and Rosario Railway – Old Caledonians Buenos Aires 0:4 mecz rozegrany został na stadionie Campana |

### Kolejka 13
| Data            | Mecz |
| --------------- | --- |
| 2 sierpnia 1891 | Belgrano FC Buenos Aires – Old Caledonians Buenos Aires zwycięstwo Old Caledonians Buenos Aires mecz rozegrany został na stadionie Highfield |

### Kolejka 14
| Data             | Mecz |
| ---------------- | --- |
| 16 sierpnia 1891 | Buenos Aires and Rosario Railway – Buenos Aires zwycięstwo Buenos Aires and Rosario Railway mecz rozegrany został na stadionie San Martín |

### Kolejka 15
| Data             | Mecz |
| ---------------- | --- |
| 23 sierpnia 1891 | Buenos Aires and Rosario Railway – Belgrano FC Buenos Aires 4:4 mecz rozegrany został na stadionie Campana                               |
| 23 sierpnia 1891 | Saint Andrew’s Buenos Aires – Buenos Aires zwycięstwo Saint Andrew’s Buenos Aires mecz rozegrany został na stadionie Barracas lub Flores |

### Kolejka 16
| Data             | Mecz |
| ---------------- | --- |
| 30 sierpnia 1891 | Saint Andrew’s Buenos Aires – Old Caledonians Buenos Aires 3:3 mecz rozegrany został na stadionie Estación Solá Bramki: Caldwell (2), Moffatt – White, Sutherland, Riggs Saint Andrew’s Scots School: F. V. Carter – L. C. Penman, G. A. Waters, F. Francis, A. Buchanan, W. Smith, J. Caldwell, Charles Douglas Moffatt, H. Downes, E. Morgan, W. Brown. Old Caledonians Football Club: F. Edmonds – E. R. Gifford, M. Scott, W. Angus, R. Phillips, R. Smith, R. Cordner, H. White, R. Sutherland, E.L. Wilson, J. Riggs. |

### Kolejka 17
| Data            | Mecz |
| --------------- | --- |
| 6 września 1891 | Buenos Aires – Belgrano FC Buenos Aires zwycięstwo Belgrano FC Buenos Aires mecz rozegrany został na stadionie Flores |

### Końcowa tabela sezonu 1891
Pewne są tylko bramki zdobyte przez dwie najlepsze w tabeli drużyny.
| Poz | Klub                             | Mecze | Zw | Rem | Por | Pkt | BrZd | BrStr |
| --- | -------------------------------- | ----- | -- | --- | --- | --- | ---- | ----- |
| 1   | Saint Andrew’s Buenos Aires      | 8     | 6  | 1   | 1   | 13  | 23   | 12    |
| 2   | Old Caledonians Buenos Aires     | 8     | 6  | 1   | 1   | 13  | 32   | 11    |
| 3   | Buenos Aires and Rosario Railway | 8     | 3  | 1   | 4   | 7   | ~15  | ~20   |
| 4   | Belgrano FC Buenos Aires         | 8     | 2  | 1   | 5   | 5   | ~13  | ~20   |
| 5   | Buenos Aires                     | 8     | 1  | 0   | 7   | 2   | ~6   | ~23   |

Z powodu równej liczby punktów dwie najlepsze w tabeli drużyny rozegrały baraż decydujący o mistrzostwie Argentyny.
| Data             | Mecz |
| ---------------- | --- |
| 13 września 1891 | Saint Andrew’s Buenos Aires – Old Caledonians Buenos Aires 3:1(dog) mecz rozegrany został na stadionie klubu Flores Polo Club Sędzia: J. Wilson Bramki: Moffatt (3) – Wilson Saint Andrew’s Scots School: F. V. Carter – L. C. Penman, G. A. Waters, F. Francis, H. Barner, A. Buchanan, J. Caldwell, Charles Douglas Moffatt, A. Lamont, E. Morgan, J. Buchanan Old Caledonians Football Club: W. Gibson – M. Scott, J. Riggs, W. Angus, R. Phillips, R. Smith, H. White, J. Clark, R. Sutherland, E.L. Wilson, R. Corsner. |

Mistrzem Argentyny został klub Saint Andrew’s Buenos Aires